# Lễ hội roóng poọc
Lễ hội roóng poọc là một lễ hội của người đồng bào dân tộc Giáy, Sa Pa, Lào Cai. Mục đích để cầu mùa màng bội thu, người yên vật thịnh, mưa thuận, gió hòa.

## Chuẩn bị lễ hội
Sáng mọi người hồ hởi về dự hội. Địa điểm mở hội là một khu ruộng tương đối bằng phẳng phía đầu bản. Trung tâm hội dựng cây còn cao vút bằng cây mai có một vòng tròn trên ngọn. Vòng tròn đó một mặt dán giấy đỏ tượng trưng cho mặt trời, một mặt dán giấy vàng tượng trưng cho Mặt Trăng. Mâm cúng của thầy mo gồm các lễ vật tượng trưng cho sự no ấm như: vải, trứng, măng, bạc trắng và 6 quả còn của các cô gái chưa chồng.

## Phần lễ
Lễ cúng thần linh cầu cho người yên, vật thịnh.

## Phần hội
Lễ cúng kết thúc dàn nhạc trống, chiêng điệu kèn pí lè tấu lên thông báo các chò chơi mang tính nghi lễ tượng trưng bắt đầu.
- Trò chơi ném còn: Những người cao tuổi (nam một bên, nữ một bên) lấy 6 quả còn cùng ném tượng trưng 3 lần khai mạc, rồi sau đó mọi người vào cuộc chơi. Những quả còn tua xanh đỏ được ném vào phông còn. Phông còn bị ném thủng là báo hiệu cho một năm mùa màng tươi tốt.
- Trò chơi kéo co cũng bắt đầu bằng hình thức kéo nghi lễ. Tốp nam đứng phía đông cầm phần gốc dây song (dây kéo co). Tốp nữ đứng phía tây cầm phần ngọn. Hồi trống kèn nổi nên thúc giục. Bên nam (đằng đông tượng trưng cho dương, mặt trời) luôn kéo thắng. Bên nữ (tượng trưng cho âm) giả vờ thua. Và như vậy, năm đó cả làng sẽ được mùa. Các trò chơi đang tiếp diễn, thì những đôi nam nữ lặng lẽ rút khỏi cuộc chơi tìm góc vắng tâm tình qua đàn môi, tiếng khèn, lời hát.

## Kết thúc
Hồi kết thúc, các già làng làm lễ khấn và hạ cột còn. Hai thanh niên khỏe mạnh cùng hai con trâu mộng được chọn cầy 5 đường "xuống đồng" tượng trưng cho vụ mùa mới bắt đầu.